# Unterseeboot 662
L'Unterseeboot 662 ou U-662 est un sous-marin allemand (U-Boot) de type VIIC utilisé par la Kriegsmarine pendant la Seconde Guerre mondiale.
Le sous-marin fut commandé le 9 octobre 1939 à Hambourg (Howaldtswerke Hamburg AG), sa quille fut posée le 7 mai 1941, il fut lancé le 22 janvier 1942 et mis en service le 9 avril 1942, sous le commandement du Korvettenkapitän Wolfgang Hermann.
Il fut coulé en octobre 1942 dans l'Atlantique par l'aviation américaine.

## Conception
Unterseeboot type VII, l'U-662 avait un déplacement de 769 tonnes en surface et 871 tonnes en plongée. Il avait une longueur totale de 67,10 m, un maître-bau de 6,20 m, une hauteur de 9,60 m et un tirant d'eau de 4,74 m. Le sous-marin était propulsé par deux hélices de 1,23 m, deux moteurs diesel Germaniawerft M6V 40/46 de 6 cylindres en ligne de 1400 cv à 470 tr/min, produisant un total de 2 060 à 2 350 kW en surface et de deux moteurs électriques Siemens-Schuckert GU 343/38-8 de 375 cv à 295 tr/min, produisant un total 550 kW, en plongée. Le sous-marin avait une vitesse en surface de 17,7 nœuds (32,8 km/h) et une vitesse de 7,6 nœuds (14,1 km/h) en plongée. Immergé, il avait un rayon d'action de 80 milles marins (150 km) à 4 nœuds (7,4 km/h; 4,6 milles par heure) et pouvait atteindre une profondeur de 230 m. En surface son rayon d'action était de 8 500 milles nautiques (soit 15 700 km) à 10 nœuds (19 km/h). 
L'U-662 était équipé de cinq tubes lance-torpilles de 53,3 cm (quatre montés à l'avant et un à l'arrière) qui contenait quatorze torpilles. Il était équipé d'un canon de 8,8 cm SK C/35 (220 coups) et d'un canon antiaérien de 20 mm Flak. Il pouvait transporter 26 mines TMA ou 39 mines TMB. Son équipage comprenait 4 officiers et 40 à 56 sous-mariniers.

## Historique
Il reçut sa formation de base au sein de la 5. Unterseebootsflottille jusqu'au 30 septembre 1942, puis intégra sa formation de combat dans la 7. Unterseebootsflottille.
L'U-662 quitte Kiel le 22 septembre 1942 pour sa première patrouille de guerre. Il opère au milieu de l'Atlantique Nord. Après 58 jours en mer, il rejoint son port d'attache de Lorient qu'il atteint le 18 novembre 1942.
Il quitte Lorient le 19 décembre 1942 pour sa deuxième patrouille au nord-est de Terre-Neuve. Le 26 décembre 1942, le convoi ONS 154 est repéré par un des navires de la meute Spitz, formée deux jours plus tôt dans le nord-est de l'Atlantique. Il avait appareillé de Liverpool le 18 décembre 1942. Renforcé ensuite par la meute Ungestüm, les sous-marins allemands infligent des pertes énormes (le tiers des cargos est envoyé par le fond). La bataille se poursuit jusqu'au 31 décembre et les survivants atteignent New York le 12 janvier 1943.
C'est la goutte qui fait déborder le vase pour l'amirauté britannique. La lutte sous-marine va devenir une priorité et cela conduira à la victoire sur les U-Boots dans l'Atlantique nord à l'été suivant. L'U-662 envoie par le fond un navire marchand britannique, endommagé quelques instants plus tôt par l'U-225.
Il quitte Saint-Nazaire le 23 mars 1943 pour sa troisième patrouille sous le commandement de l'Oberleutnant zur See Heinz-Eberhard Müller. Le convoi SL 126, parti de Freetown le 12 mars en direction de la Grande-Bretagne est repéré par des reconnaissance aérienne de la Luftwaffe le 27 mars à l'ouest du Golfe de Gascogne. L'U-662 et l'U-404 lancés contre lui établissent le contact dans la nuit du 29 au 30 et coulent quatre des navires du convoi. Les survivants atteignent leur destination le 1er avril. L'U-662 coule deux navires marchands britanniques et en endommage un troisième. L'U-404 à quant à lui coulé deux navires du convoi, l'opération prend fin le 30 mars 1943. L'U-662 rentre ensuite à sa base après 58 jours en mer.
Le sous-marin quitte sa base pour la dernière fois le 26 juin 1943. Lors de cette ultime patrouille, le sous-marin est la cible plusieurs attaques aériennes. Le 19 juillet au large de la Guyane française, il est attaqué par un B-24 Liberator américain du No. 35 Squadron RAF (en). Quatre bombes sont larguées mais le manque. La flak intense du sous-marin fait fuir l'avion et il s'en sort indemne.
Le lendemain, il est de nouveau attaqué cette fois-ci par un Douglas B-18 américain du Sqdn VP-94 qui appelle des renforts. Mais l'U-662 s'échappe une nouvelle fois avant l'arrivée d'un autre avion.
Deux jours après avoir subi sa première attaque, le 21 juillet 1943, l'U-662 est pour la troisième fois la cible de l'aéronef Alliés, cette fois-ci elle fut fatale. Il est victime d'un Catalina américain de l'Escadron VP-94 qui lui lança des charges de profondeurs. L'U-boot coule immédiatement au large de l'estuaire de l'Amazone, à la position 3° 56′ N, 48° 46′ O.
44 des 47 membres d'équipage décédèrent dans cette attaque.
Dix-sept jours plus tard, le commandant Heinz-Eberhard Müller et 2 membres de l'équipage ont été secourus par un ancien yacht de luxe de l'US Navy, le Siren qui faisait partie de l'escorte du convoi TJ-4. Müller a été sévèrement blessé dans cette action et a été rapatrié en Allemagne en mars 1944, il ne fut plus apte au combat. Il a servi comme homme de liaison des U-Boots allemands jusqu'à la fin de la guerre. 

## Affectations
- 5. Unterseebootsflottille du 9 avril 1942 au 30 septembre 1942 (Période de formation).
- 7. Unterseebootsflottille du 1er octobre 1942 au 21 juillet 1943 (Unité combattante).

## Commandement
- Korvettenkapitän Wolfgang Hermann du 9 avril 1942 au 14 février 1943.
- Commandement vacant du 15 février 1943 au 9 mars 1943.
- Kapitänleutnant Heinz-Eberhard Müller du 10 mars 1943 au 21 juillet 1943.

## Patrouilles
|       | Commandant                   | Départ            | Départ      | Arrivée          | Arrivée     | Jours     | Succès   |
| ----- | ---------------------------- | ----------------- | ----------- | ---------------- | ----------- | --------- | -------- |
| 1     | KrvKpt. Wolfgang Hermann     | 22 septembre 1942 | Kiel        | 18 novembre 1942 | Lorient     | 58 jours  |          |
| 2     | KrvKpt. Wolfgang Hermann     | 19 décembre 1942  | Lorient     | 7 février 1943   | St. Nazaire | 51 jours  | 5 598    |
| 3     | Oblt. Heinz-Eberhard Müller  | 23 mars 1943      | St. Nazaire | 19 mai 1943      | St. Nazaire | 58 jours  | 20 185   |
| 4     | Kptlt. Heinz-Eberhard Müller | 26 juin 1943      | St. Nazaire | 21 juillet 1943  | Coulé       | 26 jours  |          |
| Total | Total                        | Total             | Total       | Total            | Total       | 193 jours | 25 783 t |

Notes : KrvKpt. = Korvettenkapitän - Oblt. = Oberleutnant zur See - Kptlt. = Kapitänleutnant

### Opérations Wolfpack
L'U-662 opéra avec les Wolfpacks (meute de loups) durant sa carrière opérationnelle.
- Panther (6-12 octobre 1942)
- Leopard (12-19 octobre 1942)
- Südwärts (24-26 octobre 1942)
- Delphin (4-5 novembre 1942)
- Spitz (22-31 décembre 1942)
- Jaguar (18-31 janvier 1943)
- Sans nom (27-30 mars 1943)
- Adler (7-13 avril 1943)
- Meise (13-22 avril 1943)
- Specht (22 avril – 4 mai 1943)
- Fink (4-6 mai 1943)

## Navires coulés
L'U-662 coula 3 navires marchands totalisant 18 609 tonneaux et endommagea 1 navire marchand de 7 174 tonneaux au cours des 4 patrouilles (193 jours en mer) qu'il effectua.
| Date             | Nom            | Nationalité | Tonnage | Convoi  | Fait      | Localisation         |
| ---------------- | -------------- | ----------- | ------- | ------- | --------- | -------------------- |
| 29 décembre 1942 | Ville de Rouen | Royaume-Uni | 5 598   | ONS-154 | Coulé     | 43° 25′ N, 27° 15′ O |
| 29 mars 1943     | Empire Whale   | Royaume-Uni | 6 159   | SL-126  | Coulé     | 46° 44′ N, 16° 38′ O |
| 29 mars 1943     | Ocean Viceroy  | Royaume-Uni | 7 174   | SL-126  | Endommagé | 46° 44′ N, 16° 38′ O |
| 29 mars 1943     | Umaria         | Royaume-Uni | 6 852   | SL-126  | Coulé     | 46° 44′ N, 16° 38′ O |